# Agata Kielar-Długosz
Agata Weronika Kielar-Długosz (ur. 22 listopada 1979 w Sanoku) – polska flecistka.

## Życiorys
Pochodzi z rodziny o tradycjach muzycznych. Jej dziadek był zawodowym muzykiem, wujek został klarnecistą, kuzynki śpiewaczkami operowymi, a siostra Joanna wiolonczelistką. 
W rodzinnym Sanoku kształciła się pod okiem Wiesława Brudka w Państwowej Szkole Muzycznej im. Wandy Kossakowej w Sanoku, w której została absolwentką I stopnia w 1992 oraz II stopnia w 1998. Również w 1998 zdała maturę w I Liceum Ogólnokształcącym im. Komisji Edukacji Narodowej w Sanoku z 1998. W 2003 ukończyła studia na Akademii Muzycznej w Krakowie (kształciła się w klasie fletu u prof. Zbigniewa Kamionki). Absolwentką studiów solistycznych w Wyższej Szkole Muzyki i Teatru w Monachium, studiów podyplomowych w Hochschule für Musik w Weimarze, w Richard-Strauss-Konservatorium w Monachium oraz Uniwersytecie Yale w New Haven. W ramach stypendium Erasmus doskonaliła również swoje umiejętności w Wyższej Szkole Muzyki i Teatru w Lipsku oraz na wielu międzynarodowych mistrzowskich kursach fletowych.
Została laureatką ogólnopolskich i międzynarodowych konkursów fletowych, między innymi finalistką 10. Międzynarodowego Konkursu Fletowego Friedrich Kuhlau w Uelzen, II nagrody na 4. Międzynarodowym Konkursie Fletowym Internazionale Premio w Padwie, II nagrody (I nie przyznano) i nagrody specjalnej na 4.Międzynarodowym Konkursie Fletowym Interpretazione Flautistica w Ovadzie oraz finalistką i laureatką nagrody specjalnej na 11. Międzynarodowym Konkursie Fletowym w Timisoarze. Otrzymała III nagrodę w 6. Międzynarodowym Konkursie Fletowym Leonardo de Lorenzo w Viggiano. Otrzymała Nagrodę Marszałka Województwa Podkarpackiego w roku 2006 za wybitne osiągnięcia artystyczne i promocję regionu.
Jako solistka i kameralistka czynnie koncertuje w kraju i za granicą. Wielokrotnie prawykonywała koncerty jej dedykowane przez polskich i zagranicznych kompozytorów, w tym Pawła Mykietyna, Grażyny Pstrokońskiej-Nawratil, Piotra Mossa, Pawła Łukaszewskiego, które transmitowane były przez czołowe rozgłośnie radiowe. Dokonała szeregu nagrań archiwalnych, radiowych oraz fonograficznych. Była pierwszą flecistką Bayerisches Symphonieorchester München. Współpracowała również z Münchener Kammerorchester i Bach Collegium München. Grała pod batutą następujących dyrygentów: Zubin Mehta, Mariss Jansons, sir Colin Davis, Jacek Kaspszyk, Jerzy Maksymiuk, Agnieszka Duczmal, Helmuth Rilling. Często koncertuje wspólnie z mężem Łukaszem Długoszem, również flecistą. W 2018 wraz z małżonkiem wystąpiła na Festiwalu im. Adama Didura w Sanoku.
Była wieloletnią stypendystką fundacji Yehudi Menuhina Live Music Now. Za wybitne osiągnięcia otrzymała wiele nagród i stypendiów m.in.: DAAD, KAAD, All Flutes Plus, Jeunesses Musicales, Top Wind oraz Stiftung für Musik Zürich. Otrzymała Nagrodę Marszałka Województwa Podkarpackiego za szczególne osiągnięcia w dziedzinie twórczości artystycznej oraz upowszechnianie i ochronę kultury. Została laureatką programu stypendialnego Ministra Kultury Młoda Polska. W 2017 otrzymała nominację do prestiżowej nagrody fonograficznej ICMA (International Classical Music Award) w kategorii koncert solowy za płytę Flute Reflections. W 2021 otrzymała Nagrodę Miasta Sanoka za rok 2020 w kategorii twórczość artystyczna, w zakresie muzyka.
Prowadzi liczne kursy mistrzowskie. W 2013 uzyskała stopień naukowy doktora sztuk muzycznych w zakresie dyscypliny artystycznej instrumentalistyka.
W 2022 została odznaczona Krzyżem Kawalerskim Orderu Odrodzenia Polski.